# حقوق الإنسان في سيراليون
تعتبر حقوق الإنسان في سيراليون سيئة إلى حد ما، لكنها تحسنت تدريجيًا منذ نهاية حربها الأهلية في عام 2002. ووفقًا لما ذكره تقرير وزارة الخارجية الأمريكية في عام 2011، فإنَّ مشكلات حقوق الإنسان الرئيسية في سيراليون اليوم هي: «إساءة استخدام القوة الأمنية واستخدام القوة ضد المحتجزين بما في ذلك السجناء تحت سن الـ 18، الظروف القاسية في السجون والمعتقلات، الحصانة الرسمية القانونية، الاعتقال التعسفي والاحتجاز المطول، الإفراج بكفالة من غير ضوابط، التمثيل القانوني غير الكافي، التدخل في حرية التعبير والصحافة، التفريق القسري للمتظاهرين، الفساد الرسمي على نطاق واسع، التمييز الاجتماعي والعنف ضد المرأة، التمييز على أساس الميول الجنسية، تشويه الأعضاء التناسلية الأنثوية، إساءة معاملة الأطفال، الاتجار بالأشخاص بمن فيهم الأطفال، فرض العمل بشكل قسري، عمل الأطفال».
انضمت سيراليون إلى الميثاق الدولي الخاص بالحقوق المدنية والسياسية، ووافقت على اتفاقية منع التعذيب وغيره من أنواع المعاملة أو العقوبات القاسية أو اللاإنسانية أو المهينة، ودعمت اتفاقية القضاء على جميع أشكال التمييز ضد المرأة، والاتفاقية الأفريقية لدعم حقوق الإنسان والشعوب.
تبنى مجلس حقوق الإنسان التابع للأمم المتحدة (HRC) أول تقرير عن سيراليون فيما يخص المتابعة الدورية الشاملة للدولة في سبتمبر / أيلول عام 2011. نفذت حكومة سيراليون 57 من أصل 129 توصية قدمتها لجنة المراجعة في 5 مايو / أيار عام 2011.
انتخبت دولة سيراليون لعضوية مجلس حقوق الإنسان التابع للأمم المتحدة في نوفمبر / تشرين الثاني 2012.

## خلفية تاريخية
ذكر تقرير عام صدر في سنة 2001 حدوث «انتهاكات كبيرة وشنيعة لحقوق الإنسان» في سيراليون منذ اندلاع الحرب الأهلية في عام 1991. وقد ارتكب المتمردون (الجبهة المتحدة الثورية) انتهاكات كبيرة مثل الاغتصاب وبتر الأعضاء. أشار التقرير إلى «يقدر عدد الاشخاص الذين قتلوا في سيراليون بـ 25 ضعف عدد الأشخاص الذين قُتلوا في كوسوفو عندما قرر المجتمع الدولي اتخاذ إجراءات لوقف القتل.» وأشار الكثير من المتابعين إلى أن الأعمال الوحشية في سيراليون كانت أسوأ مما حصل في كوسوفو.
من بين الجرائم المرتكبة خلال الحرب «قطع الأطراف، وتجنيد الأطفال بالقوة في الجماعات المسلحة، والاغتصاب وتعنيف النساء والفتيات على نطاق واسع ووصفهن بأنهن زوجات بشكل مؤقت للمقاتلين، وحرق المنازل وقتل وتشويه المدنيين. ويقدر عدد الأشخاص الذين قتلوا بـ 200000 شخص، ونزح مئات الآلاف في جميع أنحاء البلاد.
كان نحو ربع الجنود الذين خدموا في القوات المسلحة الحكومية خلال الحرب الأهلية دون سن 18 عامًا. «كانت أساليب التجنيد وحشية، تم اختطاف الأطفال في بعض الأحيان، وأجبروا أيضًا على قتل أفراد من أسرهم لجعلهم منبوذين، وتم تخديرهم أحيانًا، وأجبر بعضهم على التجنيد من خلال تهديد أفراد الأسرة». كان الجنود الأطفال غارقين في العنف (من أجل إزالة حساسيتهم تمامًا وجعلهم آلات قتل بدون تفكير).

## الحقوق الأساسية
على الرغم من أن القانون يحظر التمييز على أساس العرق والقبيلة والجنس والعديد من الصفات الأخرى، فإن التحيز المنتشر بشكل كبير والقوانين العرفية تنص على مختلف أشكال التمييز. تُمنع الجنسية أساسًا عن الأشخاص الذين ليسوا من أصل أفريقي زنجي.
على الرغم من أن حرية التعبير والصحافة مكفولة رسميًا إلا أنها غالباً ما تكون مقيدة ويشارك الصحفيون في الرقابة الذاتية التي تفرضها الدولة. يفتقر الصحفيون بشكل عام إلى المهارات والموارد والأخلاقيات المهنية. حالات التشهير نادرة. تعتبر الإذاعة المصدر الرئيسي للأنباء، أغلقت الحكومة في عام 2009 محطات الإذاعة التي تملكها الأحزاب السياسية بعد أعمال الشغب. لا توجد قيود على الوصول إلى الإنترنت أو حرية الدراسات الأكاديمية أو الندوات الثقافية أو حرية التجمع على الرغم من أن الشرطة قامت في بعض الأحيان بتفريق المظاهرات. على سبيل المقال: ردت الشرطة بقوة مفرطة على احتجاج في بلدة بومبونا قام به موظفو شركات المعادن في الفترة من 16 إلى 18 أبريل / نيسان عام 2012، مما أسفر عن مقتل شخص وإصابة آخرين بجروح خطيرة.
لا يمنع أحد الحق في التنقل بحرية في جميع أنحاء البلاد أو السفر إلى الخارج، وحق العودة إلى البلاد مكفول رغم أن الشرطة تطلب رشوة على حواجز الطرق. ورغم أن الحدود الليبيرية مفتوحة رسمياً فإن مسؤولي الحدود كثيراً ما يطلبون الرشوة من المسافرين. تطارد القوات الغينية المتمركزة على الحدود مع سيراليون السكان المحليين فيها.
تنتشر ظاهرة عنف الحراس ضد المدينين واللصوص المشتبه بهم في مناطق المدن.
تعتبر سيراليون ملاذا آمنا لمجرمي الحرب.
وصف تقرير أصدرته منظمة العفو الدولية في ديسمبر / كانون الأول عام 2012 سيراليون بأنها واحدة من ثلاث دول في العالم تعتبر ملاذ آمن للمشتبه في ارتكابهم جرائم حرب، في إشارة إلى اختلاف تعريف الجرائم حيث يتم تعريف بعض الجرائم بموجب القانون الدولي بأنها جرائم حرب أما في سيراليون لا. أيضًا تبقى معظم الجرائم بموجب القانون الدولي خارج نطاق المحاكم في سيراليون.

## حقوق المرأة
هناك تمييز كبير ضد النساء في سيراليون، حيث أنهن محرومات بشكل أساسي من المساواة في الحصول على التعليم والرعاية الطبية والتوظيف. ذكرت إحصائية جرت في عام 2007 أنَّ 43% من النساء في سيراليون متزوجات من رجال متعددي الزوجات.
تعيش النساء في وضع سيء بشكل كبير بسبب القوانين القبلية السارية في كل مكان باستثناء العاصمة. تحظر هذه القوانين على سبيل المثال ملكية المرأة للأرض. يقوم زعماء القبائل أحيانًا باحتجاز النساء والأطفال أو طردهم من منازلهم بالاتفاق مع أزواجهن. يعتبر وضع المرأة في بعض المجموعات العرقية أسوأ من غيرها على الرغم من كونهن مواطنات من الدرجة الثانية فعليًا في جميع القبائل. تمتلك المجتمعات القبلية في المناطق الريفية طقوس قسرية تشمل تشويه الأعضاء التناسلية للنساء. ومع ذلك يبدو أن ممارسات هذه الطقوس في انخفاض دائم.
تنتشر حالات الاغتصاب ويُنظر إليها على أنها حالة اجتماعية أكثر من كونها جريمة. دخل قانون جديد يخص الجرائم الجنسية يحدد سن البلوغ بـ 18 عام ويجرم الاغتصاب الزوجي حيز التنفيذ في عام 2012. لا يتم الإبلاغ عن حالات الاغتصاب وكثيراً ما يتم اجبار ضحايا الاغتصاب على الزواج من المغتصبين. يعتبر العنف المنزلي جريمة بموجب قانون العنف المنزلي لعام 2007 ولكن نادرًا ما تتم محاكمته. يجرم قانون الجرائم الجنسية الجديد التحرش الجنسي.
يُعتبر ضرب الزوجة أمرًا أساسيا باعتباره جزءًا طبيعيًا من الحياة، وتعتبره معظم النساء عقوبة مبررة لبعض الأفعال مثل حرق الطعام أو مغادرة المنزل دون إذن. تقوم بعملية تشويه الأعضاء التناسلية الأنثوية في سيراليون بشكل رئيسي المنظمات السرية للمرأة لكنها في انخفاض مستمر بسبب الإحساس المتزايد بأن هذه الممارسات مسيئة أخلاقياً، ومع ذلك فهي لا تزال تمثل مشكلة كبيرة. وفقًا لتقرير اليونيسف لعام 2013 فإن 88٪ من النساء في سيراليون خضعن لتشويه الأعضاء التناسلية الأنثوية. وتوجد معارضة متزايدة لهذه الممارسات.
ذكرت منظمة العفو الدولية: «إنّ معدل موت الأمهات في سيراليون هو أحد أعلى المعدلات في العالم». وصف تقرير صادر عن المنظمة في عام 2009 ارتفاع معدلات موت الأمهات والرضع في البلاد بأنه «حالة طارئة فيما يخص حقوق الإنسان»، مع الإشارة إلى أن امرأة واحدة من بين كل ثماني نساء في البلاد يواجهن خطر الموت أثناء الحمل أو الولادة. نال التقرير اهتمامًا واسعًا حيث أشار مقال نشرته صحيفة الجارديان إلى أن معظم النساء في البلاد «فقيرات للغاية بحيث لا يستطعن دفع تكاليف العلاج المنقذ للحياة... الآلاف ينزفون حتى الموت بعد الولادة. معظمهم يموتون في منازلهم. يموت بعضهم في الطريق إلى المستشفى أو في سيارات الأجرة أو على الدراجات النارية. أقل من نصف الولادات يجريها أشخاص مختصون ولا تجرى الا واحدة من كل خمس عمليات ولادة في مرافق صحية».